# 360

## Události
- Melétios se stává biskupem v Antiochii

## Hlavy států
- Papež – Liberius (352–366)
- Římská říše – Constantius II. (337–361)
- Perská říše – Šápúr II. (309–379)